# Rajon
Rajon (ryska: район, från franska: rayon: vaxkaka ) är det ryska ordet för distrikt) är en beteckning för vissa administrativa distrikt i länder i före detta Sovjetunionen. I Ryssland och Ukraina, med flera, är det en underenhet till oblast (län) och kan då jämföras med kommun eller landskommun (utanför större städer). Det kan även vara en administrativ enhet (ett distrikt) i en större stad. I andra länder, såsom Azerbajdzjan, är det en administrativ enhet på en nivå motsvarande oblast (jämförbart med svenska län). Rajoner förekommer också i Georgien, Lettland, Moldavien och Belarus. I Tsarryssland och det ryska imperiet samt under sovjetmaktens första år (fram till 1927) motsvarade en rajon en ujezd.